# El ángel en el reloj
El ángel en el reloj es una película de animación mexicana de fantasía y aventuras de 2018 escrita y dirigida por Miguel Ángel Uriegas, coescrita por Rosana Curiel y Miguel Bonilla, y producida por Fotosíntesis Media.
Se estrenó en octubre de 2017 en el marco de la 15.a edición del Festival Internacional de Cine de Morelia, y fue lanzada en México el 25 de mayo de 2018 por Cinépolis Distribución.

## Argumento
En el México contemporáneo, Amelia es una pequeña niña, alegre y pícara, pero cuyo mayor deseo en la vida es poder detener el tiempo. Su deseo se debe a que la pequeña ha sido diagnosticada con leucemia, por lo que desea prolongar su vida.
En la búsqueda por alcanzar su meta, Amelia conocerá a Malachi, un ángel que vive dentro de su reloj de cuco. Malachi llevará a Amelia a recorrer los Campos del Tiempo en una aventura sin igual, donde la pequeña será acompañada por las hadas 'Aquí' y 'Ahora'. Amelia por accidente avería el reloj ángel, dañando gravemente la naturaleza de su tiempo; entonces busca la ayuda del maestro relojero, el oso Balzac. A través de su aventura Amelia es engañada por el Capitán Manecilla y se enfrentan al terrible villano llamado No tiempo, y solo a través de grandes sacrificios Amelia finalmente descubrirá que lo verdaderamente valioso son las cosas maravillosas que tenemos en el presente, que muchas veces no nos detenemos a admirar y a agradecer.

## Reparto
- Zoe Mora como Amelia.[4]
- Erick Elías como	Alejandro (papá de Amelia).
- Laura Flores como Ana (mamá de Amelia).
- Leonardo de Lozanne como	Malachi, el ángel del reloj.
- Camila Sodi como	Hada Martina.
- Sebastián Llapur como Señor del pasado.
- Mireya Mendoza como Aquí.
- Moisés Iván Mora como Ahora.
- Gerardo Velázquez como Capitán Manecilla.
- Mario Arvizu como Balzac.
- Daniel del Roble como No tiempo.
- Héctor Lee  como Torque.
- Eduardo Tejedo  como Señor relojero.
- Héctor Lee Jr.  como Engrane.

## Desarrollo
El desarrollo de El ángel en el reloj se inició en el año 2017 para un estreno a finales del mismo año. La película fue creada con la intención de servir a la causa para los niños con cáncer.

## Lanzamiento
El ángel en el reloj se estrenó en los cines de México el día 25 de mayo del año 2018.